# París-Roubaix
La París-Roubaix (también conocida «El infierno del norte» o «La clásica de las clásicas») es una carrera de un día profesional de ciclismo en ruta que se disputa en la zona septentrional de Francia. Recorre un trayecto desde Compiègne, ciudad próxima a Región parisina, hasta el velódromo de Roubaix, en la región de Alta Francia, de ahí su nombre. Se celebra con frecuencia el segundo domingo de abril, una semana después del Tour de Flandes, y pertenece al calendario UCI WorldTour, máxima categoría de las carreras profesionales.
Considerada como una de las pruebas ciclistas más duras del mundo, la París-Roubaix se disputó por vez primera en 1896, lo que la convierte en una de las carreras más antiguas que aún permanecen en el calendario internacional. Desde su creación, la carrera se ha visto interrumpida en tres ocasiones, dos de ellas debido a la primera (1915 hasta 1918) y Segunda Guerra Mundial (1940 hasta 1942) y la tercera en 2020 debido a la pandemia de COVID-19.
Es el tercero de los denominados "monumentos del ciclismo" (Milán-San Remo, Tour de Flandes, Lieja-Bastoña-Lieja y Giro de Lombardía) y es el segundo y último monumento de pavé de temporada. También es la última clásica de tramos adoquinados del calendario UCI WorldTour y hace parte de las denominadas "Clásicas de Flandes".
Aparte de su largo kilometraje (aproximadamente 260 km), se caracteriza por sus 50 km de pavé, gran aliciente y dificultad de la carrera, que están repartidos en sectores entre los últimos dos tercios de la ruta.
Con cuatro triunfos, son dos los ciclistas que poseen el récord de victorias en la prueba: los belgas Roger De Vlaeminck (1972, 1974, 1975 y 1977) y Tom Boonen (2005, 2008, 2009 y 2012).
Está organizado por Amaury Sport Organisation (ASO) y desde 1967 y 2003 la carrera cuenta con una versión sub-23 y júnior. En 2020, y al mismo tiempo que se anunciaron las nuevas fechas del calendario UCI, durante la crisis del COVID-19, se anunció la disputa de la prueba en modalidad femenina por primera vez desde su creación, sin embargo, ambas pruebas que se disputarían a finales del mes de octubre fueron canceladas definitivamente ante la declaratoria de estado de alerta máxima por el incremento de casos de COVID-19.

## Historia

### Nacimiento y primera edición

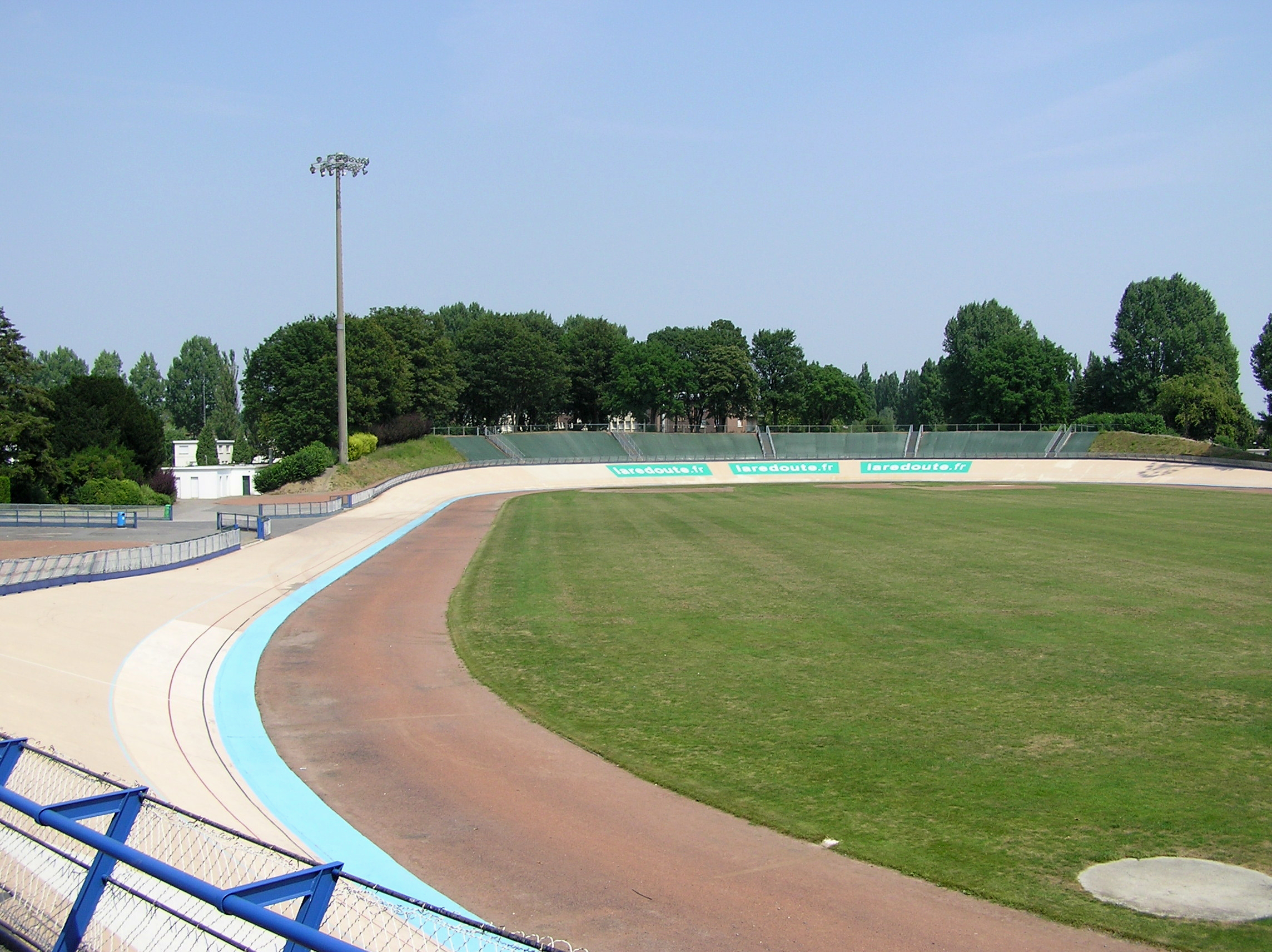
Imagen del velódromo.

La creación de la París-Roubaix fue impulsada por el diario deportivo Le vélo. Su director Paul Rousseau recibió la idea de la mano de dos empresarios de la localidad de Roubaix, Théo Vienne y Maurice Perez, quienes vieron en esta carrera un buen entrenamiento para la por entonces, más famosa Burdeos-París y, tras supervisar el trazado de la prueba, puso en marcha la competición bajo el nombre de La Pascale.
Aquella primera edición salió el 19 de abril del Bois de Boulogne, al norte de París, para cubrir los más de 300 kilómetros que la separaban de Roubaix. Su primer ganador fue el alemán Josef Fischer y el premio que recibió fue de 1000 francos franceses.

### Evolución y recorrido

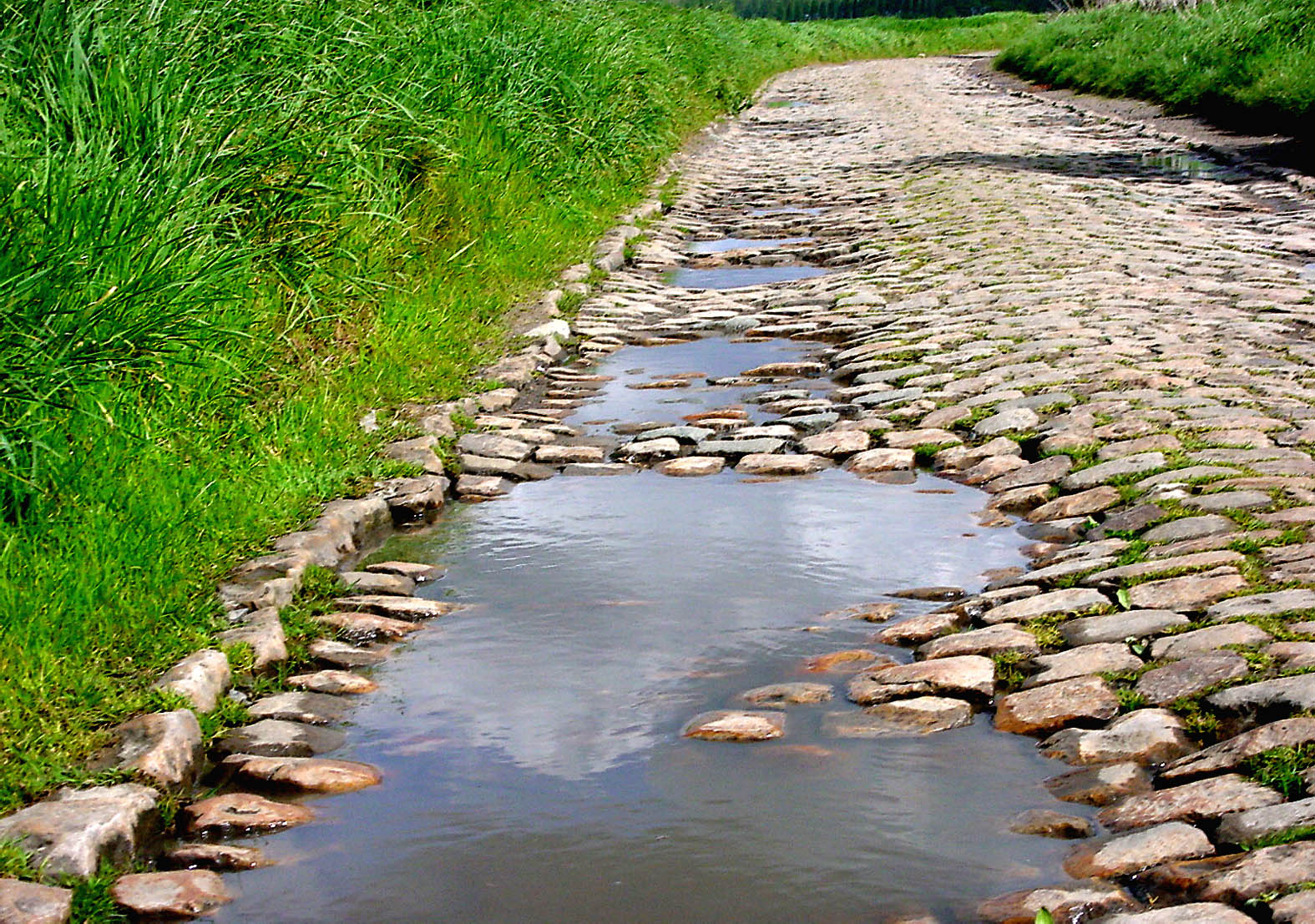
Tramo adoquinado cerca de Lille, que ofrece una visión sobre la dureza de la prueba ciclista.

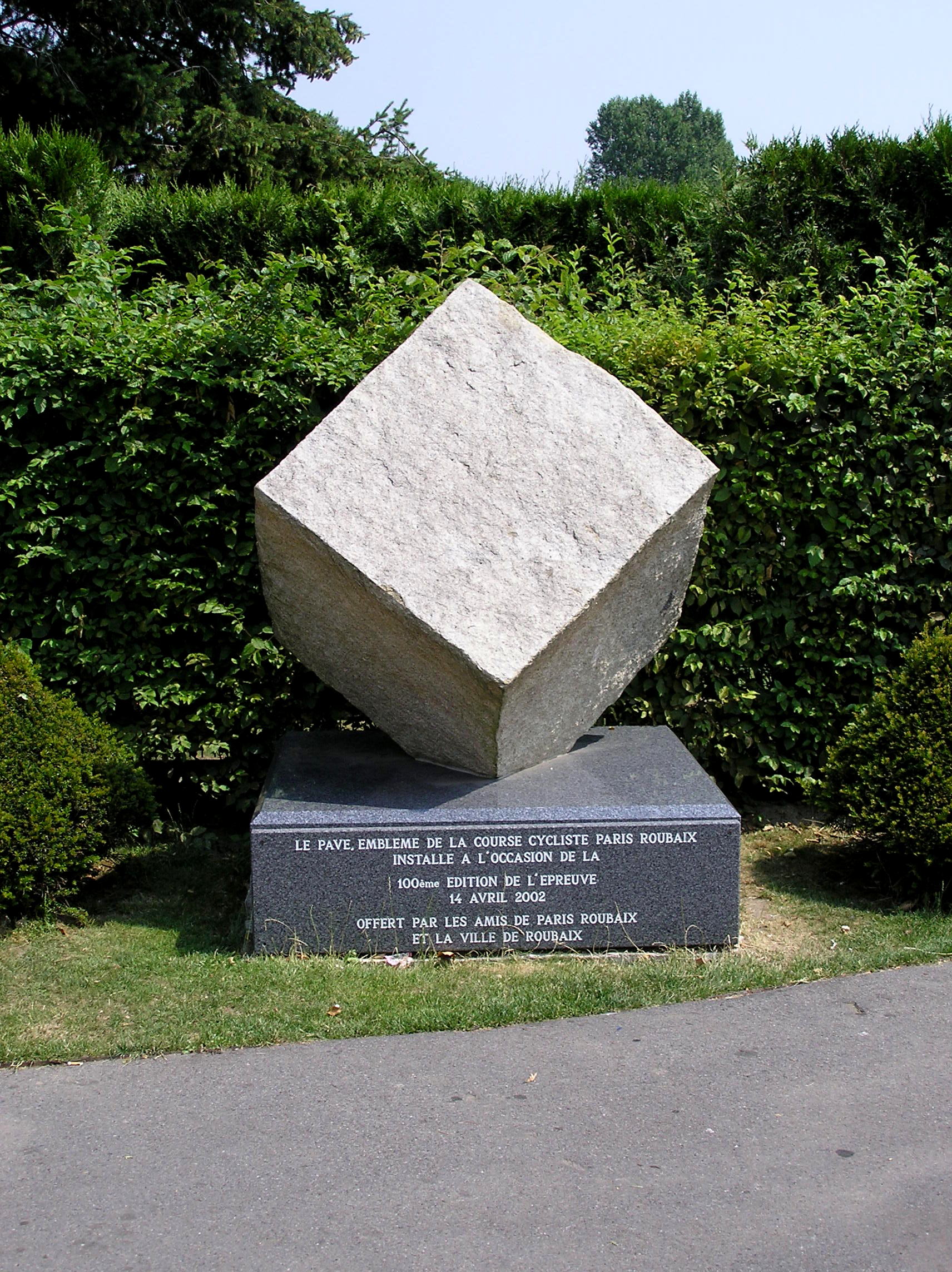
Monumento conmemorativo de la edición número 100.

Desde entonces la prueba solo ha dejado de disputarse en 7 ocasiones, todas motivadas por las dos Guerras Mundiales, de 1915 a 1918 y de 1940 a 1942. Hasta 1966 continuó saliendo de París pero ese año se cambió su lugar de salida a la localidad de Chantilly, 50 kilómetros al norte de París. Posteriormente, en 1977 volvió a cambiarse, esta vez a Compiègne. Como curiosidad, apuntar que en el Tour de Francia de 2007, el ciclista suizo Fabian Cancellara, ganador de la París-Roubaix en 2006, logró la victoria de etapa en Compiègne tras atacar en el tramo adoquinado que se encontraba situado a un kilómetro escaso de la meta.
Formaba parte de la Copa del Mundo de ciclismo desde su puesta en marcha, en 1989, hasta la desaparición de esta tras la temporada de 2004.
Lo que convierte a la París-Roubaix en una carrera única es la extrema dureza del terreno por el que se disputa, el pavés. Pese a que existen otras pruebas que transcurren por tramos adoquinados, ninguna de ellas acumula tantos kilómetros sobre este tipo de superficie, rondando siempre, según el recorrido, los 50 kilómetros. Estos tramos, cerca de 30, que se suceden más o menos desde el kilómetro 100 de la prueba hasta la misma localidad de Roubaix, pueden llegar a rondar los 4 kilómetros y están calificados con estrellas, siendo aquellos de 5 estrellas los considerados de mayor dureza. Esta categorización se establece en función del trazado del tramo, de su distancia y del estado en que se encuentre el pavés. Entre los más conocidos está el Bosque de Arenberg y el Carrefour de l'Arbre, ambos, junto al tramo de Mons-en-Pévèle, los únicos calificados con las mencionadas 5 estrellas.
Otras particularidades de esta carrera son su lugar de finalización y el trofeo que se entrega al vencedor. Desde su primera edición, la París-Roubaix finaliza en el velódromo de Roubaix. Los participantes, después de pasar por línea de meta aún tienen que completar una vuelta completa al anillo para finalizar la prueba. Cuando el vencedor sube al podio, el trofeo que recibe es una réplica de los miles de adoquines por los que ha tenido que pasar para llegar hasta allí. Desde la celebración de la edición número 100, existe un monumento, reproducción del que se entrega a los vencedores, en la localidad de Roubaix.

### Barro y caídas
Pero si hay una imagen simbólica de la extrema dureza y singularidad de esta carrera, son los rostros llenos de barro de los corredores. Debido a las fechas en que se disputa, segundo domingo de abril, una semana justo después del Tour de Flandes, es habitual que, si no llueve en el transcurso de la carrera, al menos lo haya hecho en las horas o días precedentes. Este hecho, unido a que en los tramos de pavés, el polvo y la arena son mucho más abundantes que en una carretera asfaltada, provoca que muchos kilómetros discurran por auténtico barrizales. Esta peculiaridad, junto a la estrechez de los tramos de pavés y la dificultad que entraña circular por ellos, son la principal causa de las numerosas caídas que tienen lugar todos los años. Y esta peculiaridad fue la que llevó a un corredor como Sean Kelly a afirmar que "una París-Roubaix sin lluvia no es una auténtica París-Roubaix".

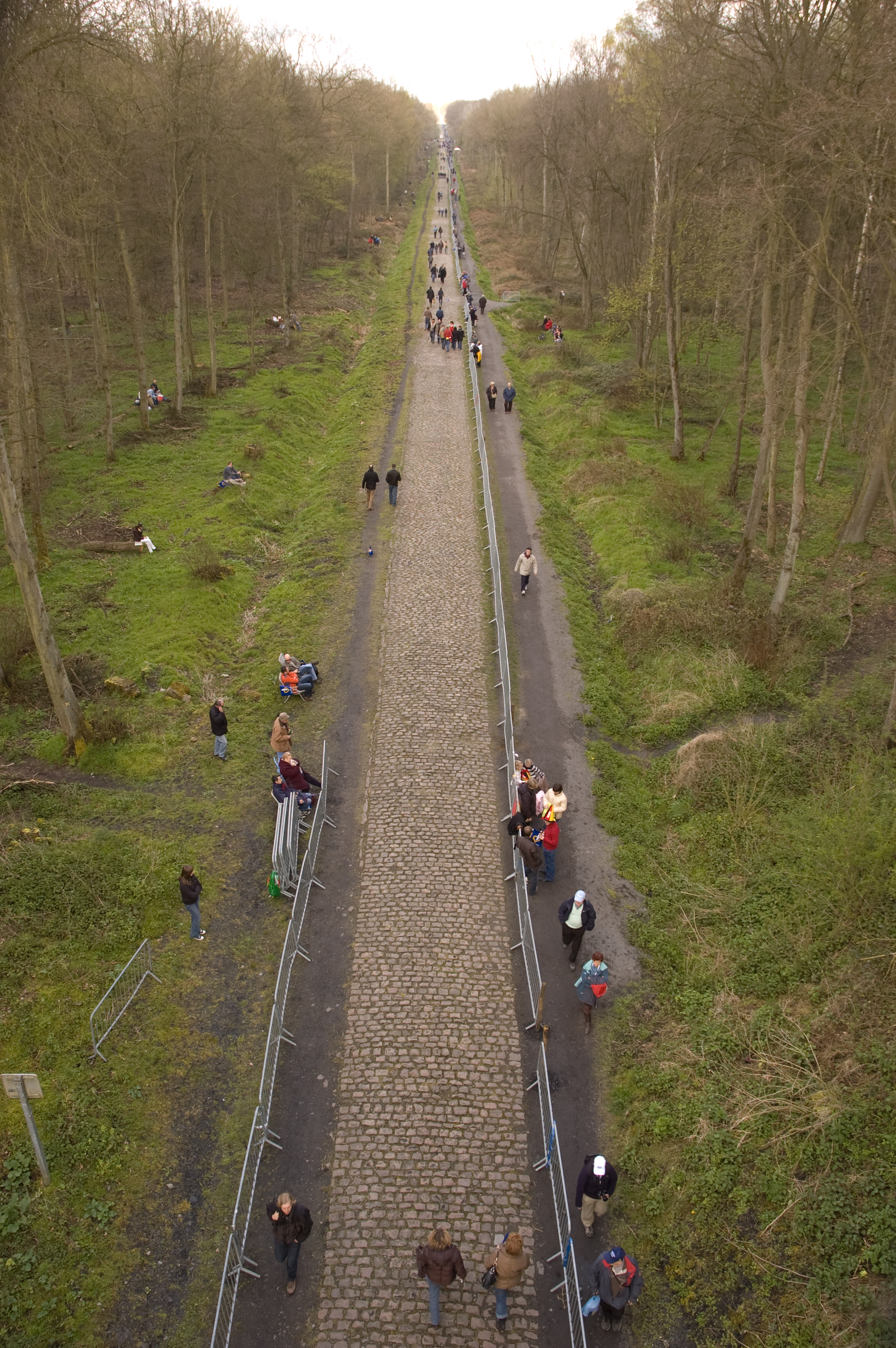
La Trouée d'Arenberg.

Como curiosidad, apuntar que el sobrenombre de "el infierno del norte" no está relacionado, originalmente con la dureza de la prueba sino con el estado en que el recorrido quedó tras la conclusión de la I Guerra Mundial. Entonces, un reportero escribió en su periódico que los corredores habían atravesado "el infierno del norte".

### Principales dificultades
| Sección | Nombre                                    | Longitud | Dificultad        |
| ------- | ----------------------------------------- | -------- | ----------------- |
| 18      | Trouée d'Arenberg                         | 2400 m   | * · * · * · * · * |
| 10      | Mons-en-Pévèle                            | 3.000 m  | * · * · * · * · * |
| 4       | Carrefour de l'Arbre                      | 2100 m   | * · * · * · * · * |
| 25      | Quiévy - Saint-Python                     | 3.700 m  | * · * · * · *     |
| 19      | Haveluy                                   | 2500 m   | * · * · * · *     |
| 16      | Hornaing - Wandignies-Hamage              | 3.700 m  | * · * · * · *     |
| 14      | Tilloy-lez-Marchiennes - Sars-et-Rosières | 2400 m   | * · * · * · *     |
| 11      | Auchy-lez-Orchies - Bersée                | 2600 m   | * · * · * · *     |
| 6       | Cysoing - Bourghelles                     | 1.300 m  | * · * · * · *     |
| 5       | Camphin-en-Pévèle                         | 1.800 m  | * · * · * · *     |

## París-Roubaix sub-23 y París-Roubaix juniors
Desde 1967 se disputa también la París-Roubaix sub-23 (oficialmente: París-Roubaix Espoirs), que es una París-Roubaix limitada a corredores sub-23, que se disputa a finales del mes de mayo. 
Sus primeras ediciones fueron amateur hasta la creación de los Circuitos Continentales UCI en 2005 formando parte del UCI Europe Tour, los dos primeros años en la categoría 1.2 (última categoría del profesionalismo) y después en la categoría específica creada en 2007 para corredores sub-23, también dentro de la última categoría del profesionalismo: 2.1U.
Tiene unos 180 km en su trazado, unos 80 km menos que su homónima sin limitación de edad, aunque con similares características.
A diferencia de su homónima sin limitación de edad, no ha estado organizada por ASO (organizadora también del Tour de Francia entre otras). A partir del 2011, los organizadores, VC Roubaix, anunciaron que dejarían de organizar la carrera debido a los altos costes de la seguridad. Una semana después, ASO salió al rescate de la prueba y se hizo cargo de ella.
También se disputa la París-Roubaix juniors, para ciclistas de 17 y 18 años. La misma se corre en abril, el mismo día de la París-Roubaix y fue creada en 2003.

## Palmarés
| Año                                                           | Ganador                 | Segundo                 | Tercero              |           |
| ------------------------------------------------------------- | ----------------------- | ----------------------- | -------------------- | --------- |
| 1896                                                          | Josef Fischer           | Charles Meyer           | Maurice Garin        |           |
| 1897                                                          | Maurice Garin           | Mathieu Cordang         | Michel Frédérick     |           |
| 1898                                                          | Maurice Garin           | Auguste Stephane        | Édouard Wattelier    |           |
| 1899                                                          | Albert Champion         | Paul Bor                | Ambroise Garin       |           |
| 1900                                                          | Émile Bouhours          | Josef Fischer           | Maurice Garin        |           |
| 1901                                                          | Lucien Lesna            | Ambroise Garin          | Lucien Itsweire      |           |
| 1902                                                          | Lucien Lesna            | Édouard Wattelier       | Ambroise Garin       |           |
| 1903                                                          | Hippolyte Aucouturier   | Claude Chapperon        | Louis Trousselier    |           |
| 1904                                                          | Hippolyte Aucouturier   | César Garin             | Lucien Pothier       |           |
| 1905                                                          | Louis Trousselier       | René Pottier            | Henri Cornet         |           |
| 1906                                                          | Henri Cornet            | Marcel Cadolle          | René Pottier         |           |
| 1907                                                          | Georges Passerieu       | Cyrille van Hauwaert    | Louis Trousselier    |           |
| 1908                                                          | Cyrille van Hauwaert    | Georges Lorgeou         | François Faber       |           |
| 1909                                                          | Octave Lapize           | Louis Trousselier       | Jules Masselis       |           |
| 1910                                                          | Octave Lapize           | Cyrille van Hauwaert    | Eugène Christophe    |           |
| 1911                                                          | Octave Lapize           | Alphonse Charpiot       | Cyrille van Hauwaert |           |
| 1912                                                          | Charles Crupelandt      | Gustave Garrigou        | Maurice Léturgie     |           |
| 1913                                                          | François Faber          | Charles Deruyter        | Charles Crupelandt   |           |
| 1914                                                          | Charles Crupelandt      | Louis Luguet            | Louis Mottiat        |           |
| 1915-1918 ediciones suspendidas por la Primera Guerra Mundial |                         |                         |                      |           |
| 1919                                                          | Henri Pélissier         | Philippe Thys           | Honoré Barthélémy    |           |
| 1920                                                          | Paul Deman              | Eugène Christophe       | Lucien Buysse        |           |
| 1921                                                          | Henri Pélissier         | Francis Pélissier       | Léon Scieur          |           |
| 1922                                                          | Albert Dejonghe         | Jean Rossius            | Émile Masson         |           |
| 1923                                                          | Heiri Suter             | René Vermandel          | Felix Sellier        |           |
| 1924                                                          | Jules Van Hevel         | Maurice Ville           | Felix Sellier        |           |
| 1925                                                          | Felix Sellier           | Pietro Bestetti         | Jules Van Hevel      |           |
| 1926                                                          | Julien Delbecque        | Gustaaf Van Slembrouck  | Gaston Rebry         |           |
| 1927                                                          | George Ronsse           | Joseph Curtel           | Charles Pèlissier    |           |
| 1928                                                          | André Leducq            | George Ronsse           | Charles Meunier      |           |
| 1929                                                          | Charles Meunier         | George Ronsse           | Aimé Deolet          |           |
| 1930                                                          | Julien Vervaecke        | Jean Maréchal           | Antonin Magne        |           |
| 1931                                                          | Gaston Rebry            | Charles Pèlissier       | Émile Decroix        |           |
| 1932                                                          | Romain Gijssels         | George Ronsse           | Herbert Sieronski    |           |
| 1933                                                          | Sylvère Maes            | Julien Vervaecke        | Léon Le Calvez       |           |
| 1934                                                          | Gaston Rebry            | Jean Wauters            | Frans Bonduel        |           |
| 1935                                                          | Gaston Rebry            | André Leducq            | Jean Aerts           |           |
| 1936                                                          | Georges Speicher        | Romain Maes             | Gaston Rebry         |           |
| 1937                                                          | Jules Rossi             | Albert Hendrickx        | Noël Declercq        |           |
| 1938                                                          | Lucien Storme           | Louis Hardiquest        | Marcel van Houtte    |           |
| 1939                                                          | Émile Masson junior     | Marcel Kint             | Roger Lapébie        |           |
| 1940-1942 ediciones suspendidas por la Segunda Guerra Mundial |                         |                         |                      |           |
| 1943                                                          | Marcel Kint             | Jules Lowie             | Louis Thiétard       |           |
| 1944                                                          | Maurice Desimpelaere    | Jules Rossi             | Louis Thiétard       |           |
| 1945                                                          | Paul Maye               | Lucien Teisseire        | Kléber Piot          |           |
| 1946                                                          | Georges Claes           | Louis Gauthier          | Lucien Vlaemynck     |           |
| 1947                                                          | Georges Claes           | Adolf Verschueren       | Louis Thiétard       |           |
| 1948                                                          | Rik Van Steenbergen     | Émile Idée              | Georges Claes        |           |
| 1949                                                          | Serse Coppi André Mahé  |                         | Frans Leenen         |           |
| 1950                                                          | Fausto Coppi            | Maurice Diot            | Fiorenzo Magni       |           |
| 1951                                                          | Antonio Bevilacqua      | Louison Bobet           | Rik Van Steenbergen  |           |
| 1952                                                          | Rik Van Steenbergen     | Fausto Coppi            | André Mahé           |           |
| 1953                                                          | Germain Derycke         | Donato Piazza           | Wout Wagtmans        |           |
| 1954                                                          | Raymond Impanis         | Stan Ockers             | Marcel Rijckaert     |           |
| 1955                                                          | Jean Forestier          | Fausto Coppi            | Louison Bobet        |           |
| 1956                                                          | Louison Bobet           | Fred de Bruyne          | Jean Forestier       |           |
| 1957                                                          | Fred de Bruyne          | Rik Van Steenbergen     | Leon Van Daele       |           |
| 1958                                                          | Leon Van Daele          | Miguel Poblet           | Rik Van Looy         |           |
| 1959                                                          | Noël Foré               | Gilbert Desmet          | Marcel Janssens      |           |
| 1960                                                          | Pino Cerami             | Tino Sabbadini          | Miguel Poblet        |           |
| 1961                                                          | Rik Van Looy            | Marcel Janssens         | René Vanderveken     |           |
| 1962                                                          | Rik Van Looy            | Emile Daems             | Frans Schoubben      |           |
| 1963                                                          | Emile Daems             | Rik Van Looy            | Jan Janssen          |           |
| 1964                                                          | Peter Post              | Benoni Beheyt           | Yvo Molenaers        |           |
| 1965                                                          | Rik Van Looy            | Edward Sels             | Willy Vannitsen      |           |
| 1966                                                          | Felice Gimondi          | Jan Janssen             | Gustaaf De Smet      |           |
| 1967                                                          | Jan Janssen             | Rik Van Looy            | Rudi Altig           |           |
| 1968                                                          | Eddy Merckx             | Herman Van Springel     | Walter Godefroot     |           |
| 1969                                                          | Walter Godefroot        | Eddy Merckx             | Willy Vekemans       |           |
| 1970                                                          | Eddy Merckx             | Roger de Vlaeminck      | Eric Leman           |           |
| 1971                                                          | Roger Rosiers           | Herman Van Springel     | Marino Basso         |           |
| 1972                                                          | Roger de Vlaeminck      | Andre Dierickx          | Barry Hoban          |           |
| 1973                                                          | Eddy Merckx             | Walter Godefroot        | Roger Rosiers        |           |
| 1974                                                          | Roger de Vlaeminck      | Francesco Moser         | Marc Demeyer         |           |
| 1975                                                          | Roger de Vlaeminck      | Eddy Merckx             | Andre Dierickx       |           |
| 1976                                                          | Marc Demeyer            | Francesco Moser         | Roger de Vlaeminck   |           |
| 1977                                                          | Roger de Vlaeminck      | Willy Teirlinck         | Freddy Maertens      |           |
| 1978                                                          | Francesco Moser         | Roger de Vlaeminck      | Jan Raas             |           |
| 1979                                                          | Francesco Moser         | Roger de Vlaeminck      | Hennie Kuiper        |           |
| 1980                                                          | Francesco Moser         | Gilbert Duclos-Lassalle | Dietrich Thurau      |           |
| 1981                                                          | Bernard Hinault         | Roger de Vlaeminck      | Francesco Moser      |           |
| 1982                                                          | Jan Raas                | Yvon Bertin             | Gregor Braun         |           |
| 1983                                                          | Hennie Kuiper           | Gilbert Duclos-Lassalle | Francesco Moser      |           |
| 1984                                                          | Sean Kelly              | Rudy Rogiers            | Alain Bondue         |           |
| 1985                                                          | Marc Madiot             | Bruno Wojtinek          | Sean Kelly           |           |
| 1986                                                          | Sean Kelly              | Rudy Dhaenens           | Adrie van der Poel   |           |
| 1987                                                          | Eric Vanderaerden       | Patrick Versluys        | Rudy Dhaenens        |           |
| 1988                                                          | Dirk Demol              | Thomas Wegmüller        | Laurent Fignon       |           |
| 1989                                                          | Jean Marie Wampers      | Dirk De Wolf            | Edwig van Hooydonck  |           |
| 1990                                                          | Eddy Planckaert         | Steve Bauer             | Edwig van Hooydonck  |           |
| 1991                                                          | Marc Madiot             | Jean-Claude Colotti     | Carlo Bomans         |           |
| 1992                                                          | Gilbert Duclos-Lassalle | Olaf Ludwig             | Johan Capiot         |           |
| 1993                                                          | Gilbert Duclos-Lassalle | Franco Ballerini        | Olaf Ludwig          |           |
| 1994                                                          | Andréi Chmil            | Fabio Baldato           | Franco Ballerini     |           |
| 1995                                                          | Franco Ballerini        | Andréi Chmil            | Johan Museeuw        |           |
| 1996                                                          | Johan Museeuw           | Gianluca Bortolami      | Andrea Tafi          |           |
| 1997                                                          | Frédéric Guesdon        | Jo Planckaert           | Johan Museeuw        |           |
| 1998                                                          | Franco Ballerini        | Andrea Tafi             | Wilfried Peeters     |           |
| 1999                                                          | Andrea Tafi             | Wilfried Peeters        | Tom Steels           |           |
| 2000                                                          | Johan Museeuw           | Peter van Petegem       | Erik Zabel           |           |
| 2001                                                          | Servais Knaven          | Johan Museeuw           | Romāns Vainšteins    |           |
| 2002                                                          | Johan Museeuw           | Steffen Wesemann        | Tom Boonen           |           |
| 2003                                                          | Peter van Petegem       | Dario Pieri             | Viacheslav Yekímov   |           |
| 2004                                                          | Magnus Bäckstedt        | Tristan Hoffman         | Roger Hammond        |           |
| 2005                                                          | Tom Boonen              | George Hincapie         | Juan Antonio Flecha  |           |
| 2006                                                          | Fabian Cancellara       | Tom Boonen              | Alessandro Ballan    |           |
| 2007                                                          | Stuart O'Grady          | Juan Antonio Flecha     | Steffen Wesemann     |           |
| 2008                                                          | Tom Boonen              | Fabian Cancellara       | Alessandro Ballan    |           |
| 2009                                                          | Tom Boonen              | Filippo Pozzato         | Thor Hushovd         |           |
| 2010                                                          | Fabian Cancellara       | Thor Hushovd            | Juan Antonio Flecha  |           |
| 2011                                                          | Johan Vansummeren       | Fabian Cancellara       | Maarten Tjallingii   |           |
| 2012                                                          | Tom Boonen              | Sébastien Turgot        | Alessandro Ballan    |           |
| 2013                                                          | Fabian Cancellara       | Sep Vanmarcke           | Niki Terpstra        |           |
| 2014                                                          | Niki Terpstra           | John Degenkolb          | Fabian Cancellara    |           |
| 2015                                                          | John Degenkolb          | Zdeněk Štybar           | Greg Van Avermaet    |           |
| 2016                                                          | Mathew Hayman           | Tom Boonen              | Ian Stannard         |           |
| 2017                                                          | Greg Van Avermaet       | Zdeněk Štybar           | Sebastian Langeveld  |           |
| 2018                                                          | Peter Sagan             | Silvan Dillier          | Niki Terpstra        |           |
| 2019                                                          | Philippe Gilbert        | Nils Politt             | Yves Lampaert        |           |
| 2020                                                          | cancelada               | cancelada               | cancelada            | cancelada |
| 2021                                                          | Sonny Colbrelli         | Florian Vermeersch      | Mathieu van der Poel |           |
| 2022                                                          | Dylan van Baarle        | Wout van Aert           | Stefan Küng          |           |
| 2023                                                          | Mathieu van der Poel    | Jasper Philipsen        | Wout van Aert        |           |
| 2024                                                          | Mathieu van der Poel    | Jasper Philipsen        | Mads Pedersen        |           |
| 2025                                                          | Mathieu van der Poel    | Tadej Pogačar           | Mads Pedersen        |           |

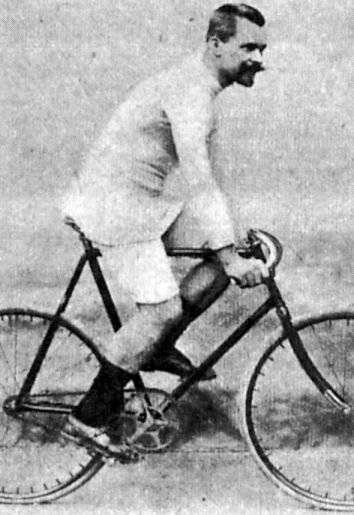
Josef Fischer ganador de la primera edición del la París Roubaix.

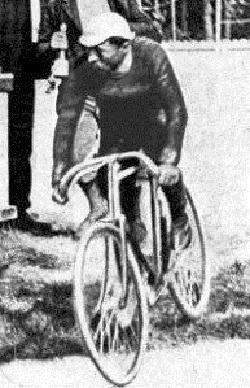
Maurice Garin ganador en 1897 y 1898.

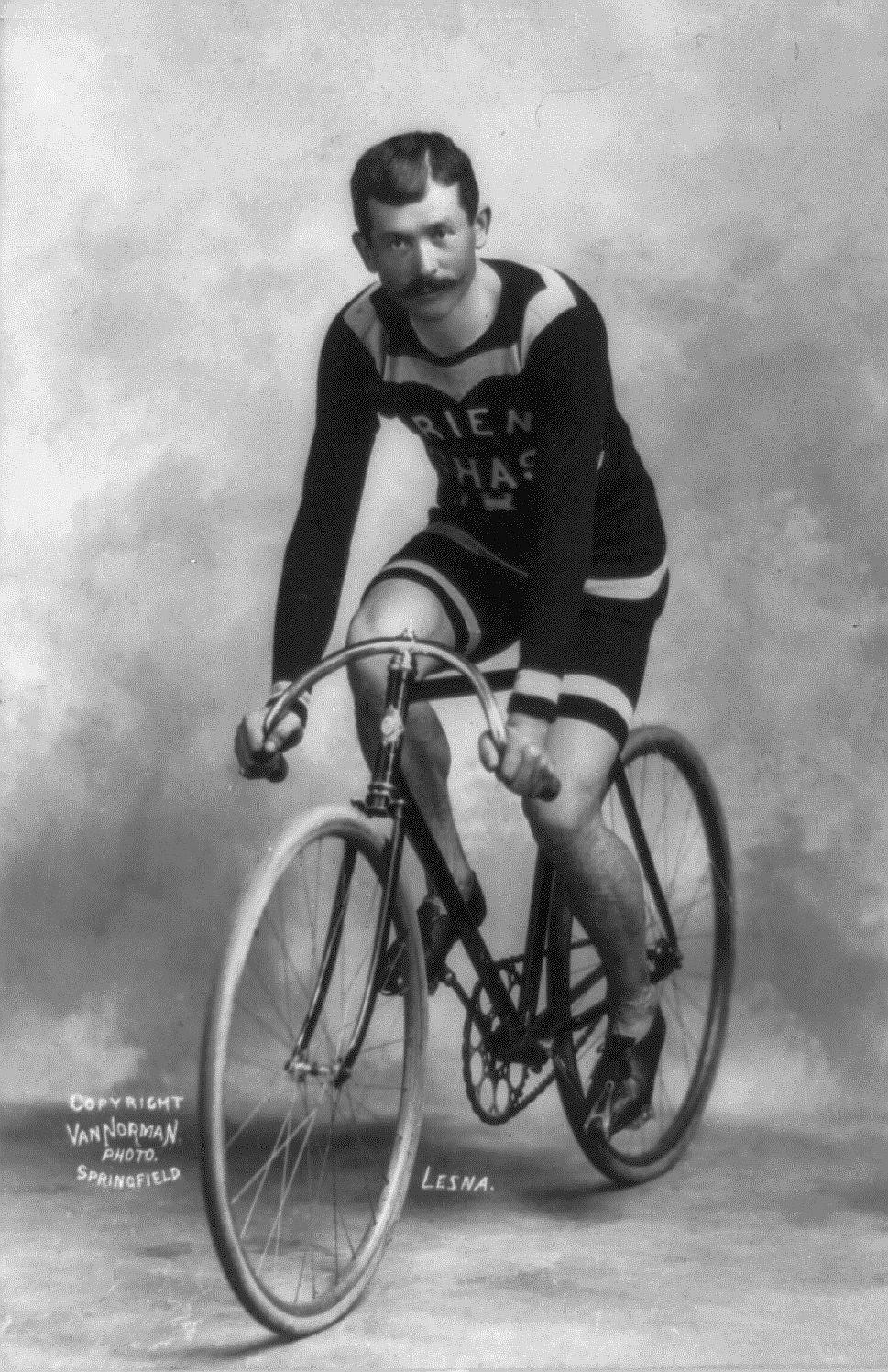
Lucien Lesna ganador en 1901 y 1902

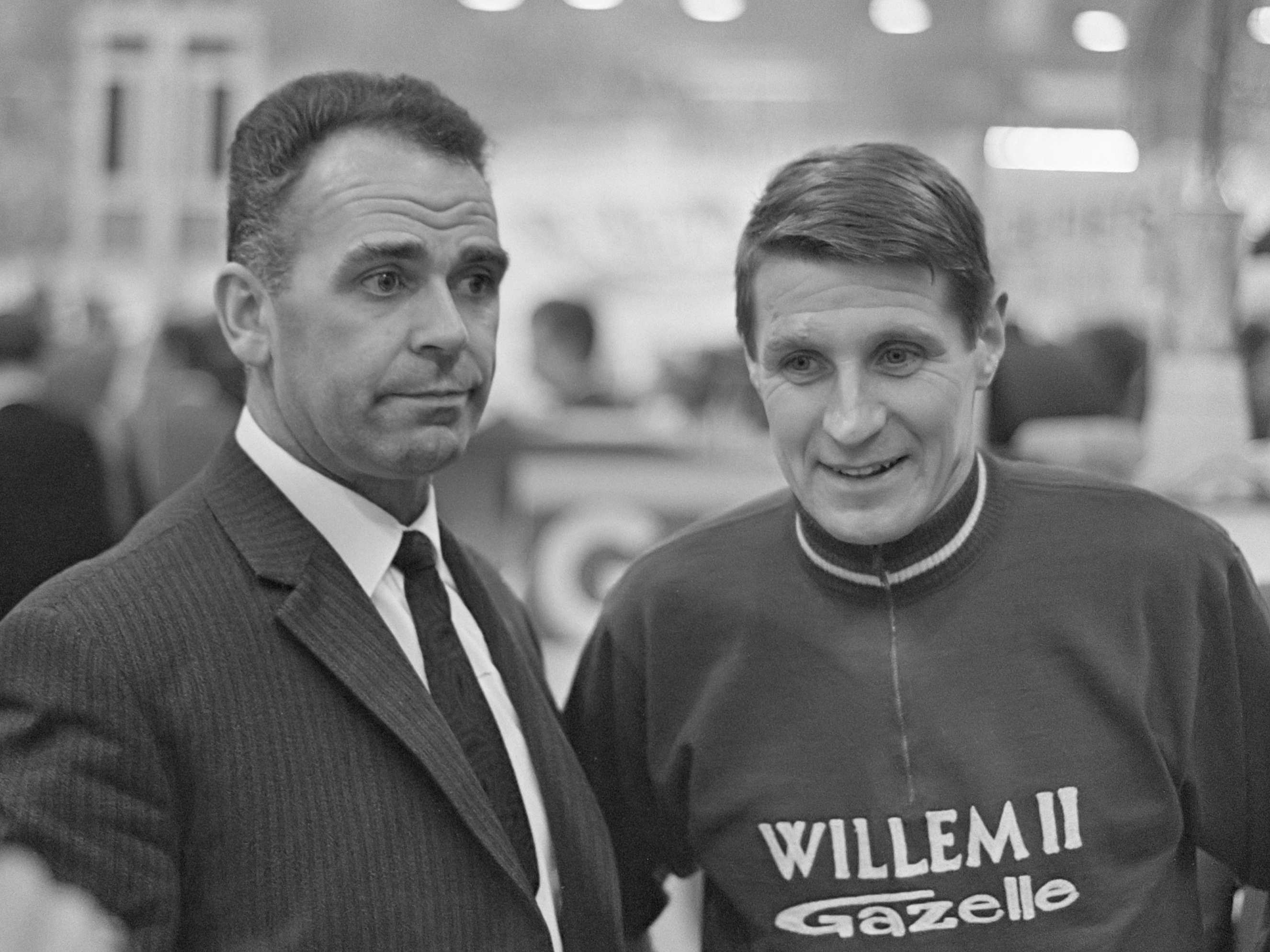
Rik Van Steenbergen, ganador en 1948 y en 1952.

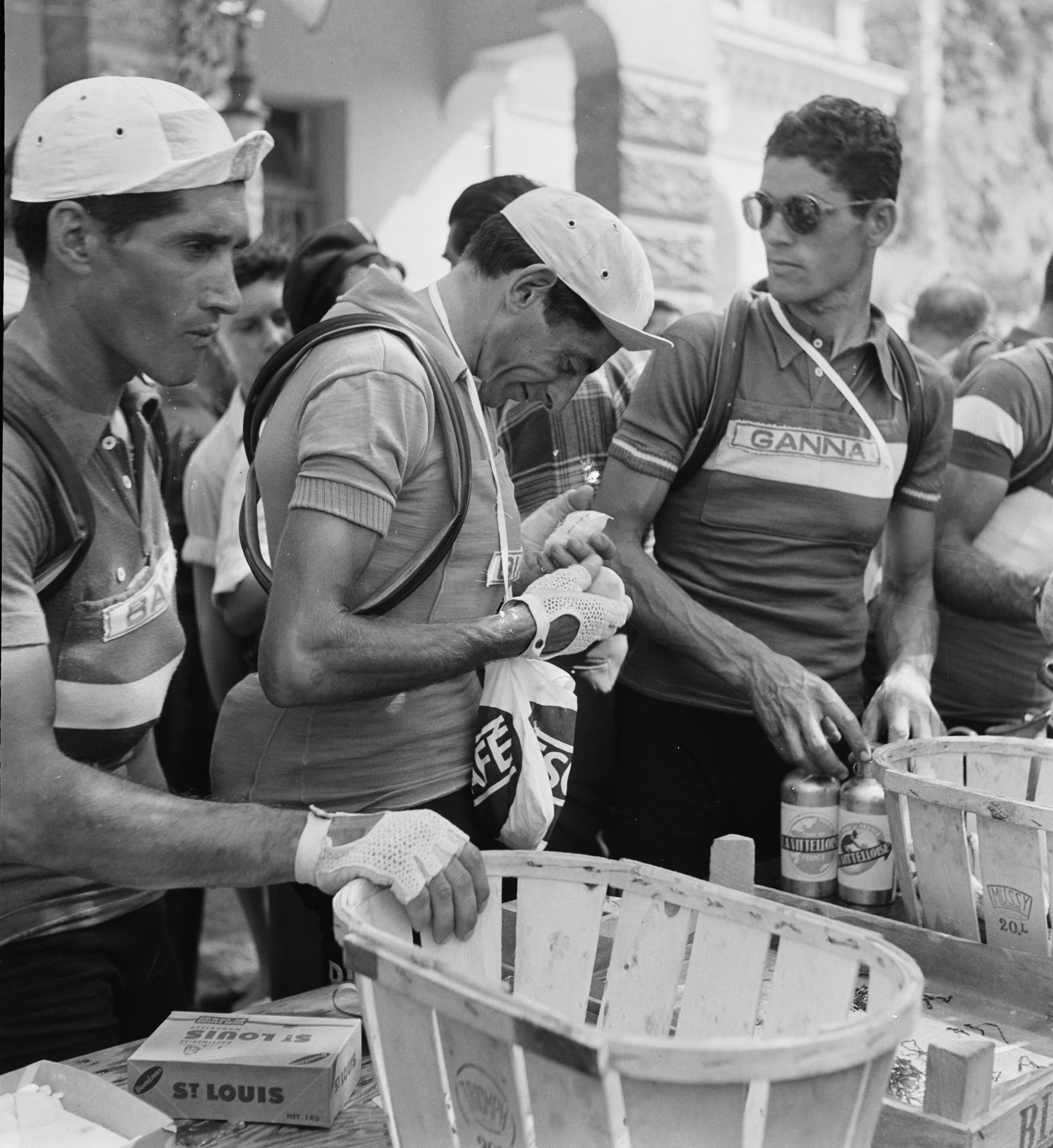
Fausto Coppi ganador en 1950.

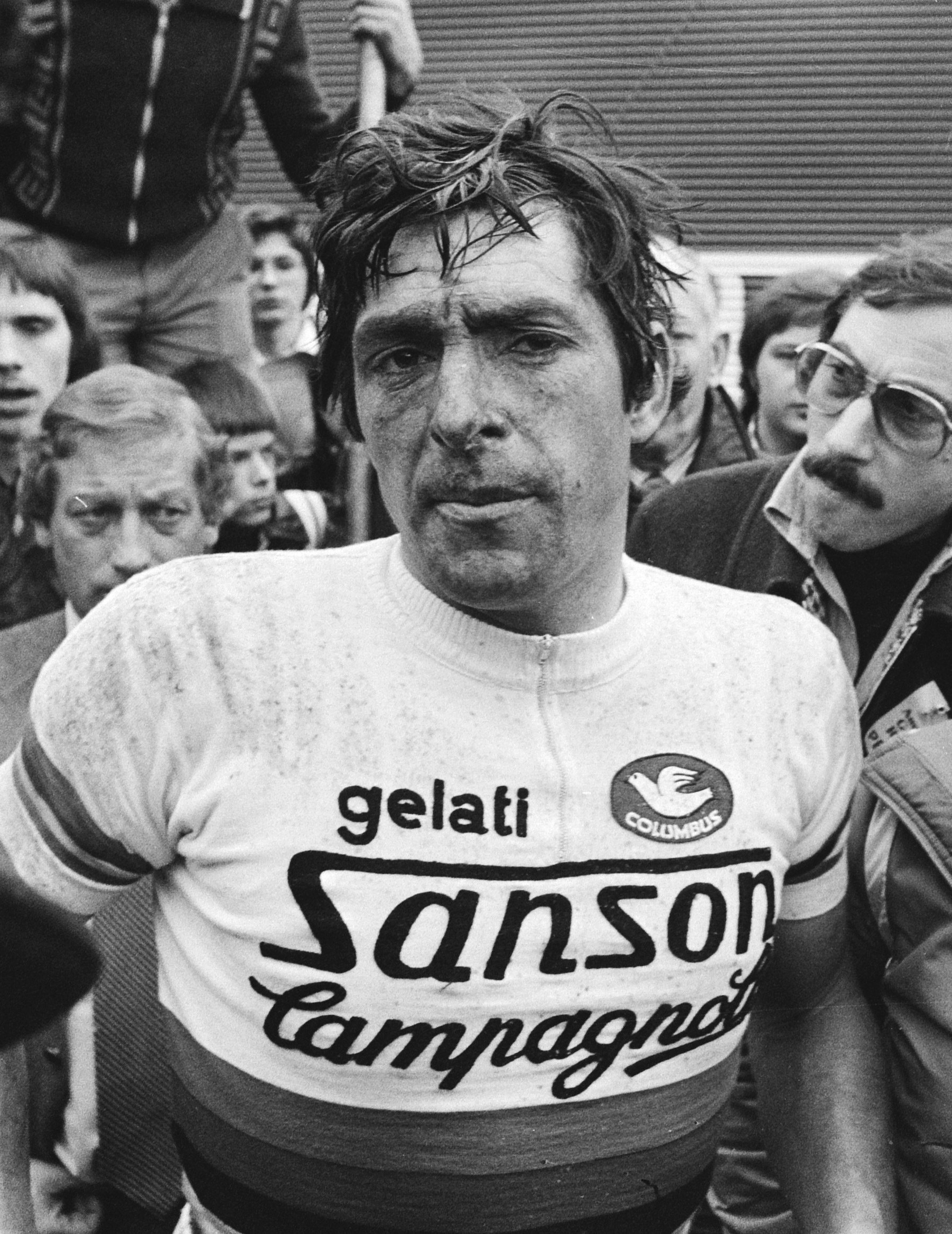
Francesco Moser, consiguió tres victorias consecutivas.

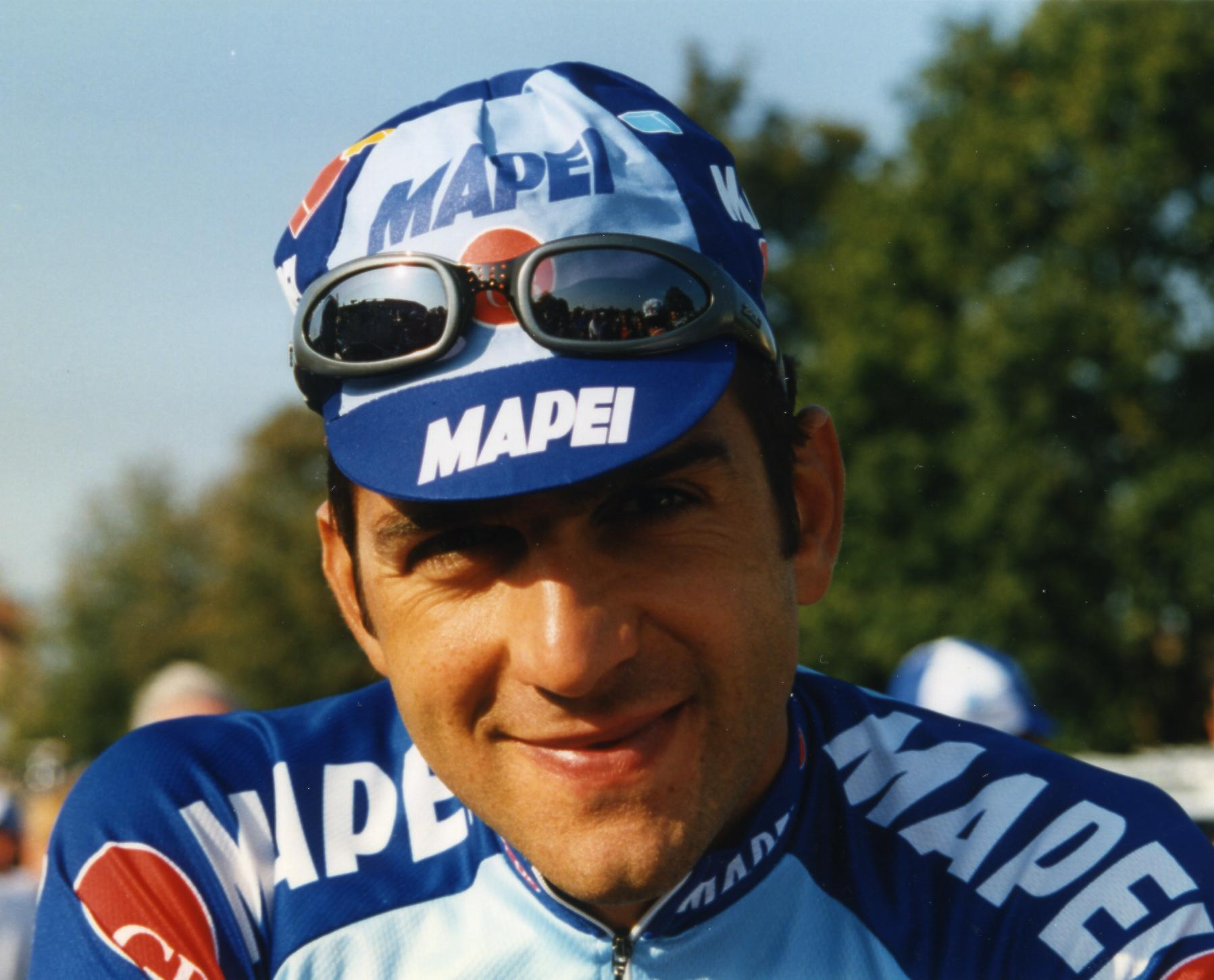
Franco Ballerini, consiguió dos victorias.

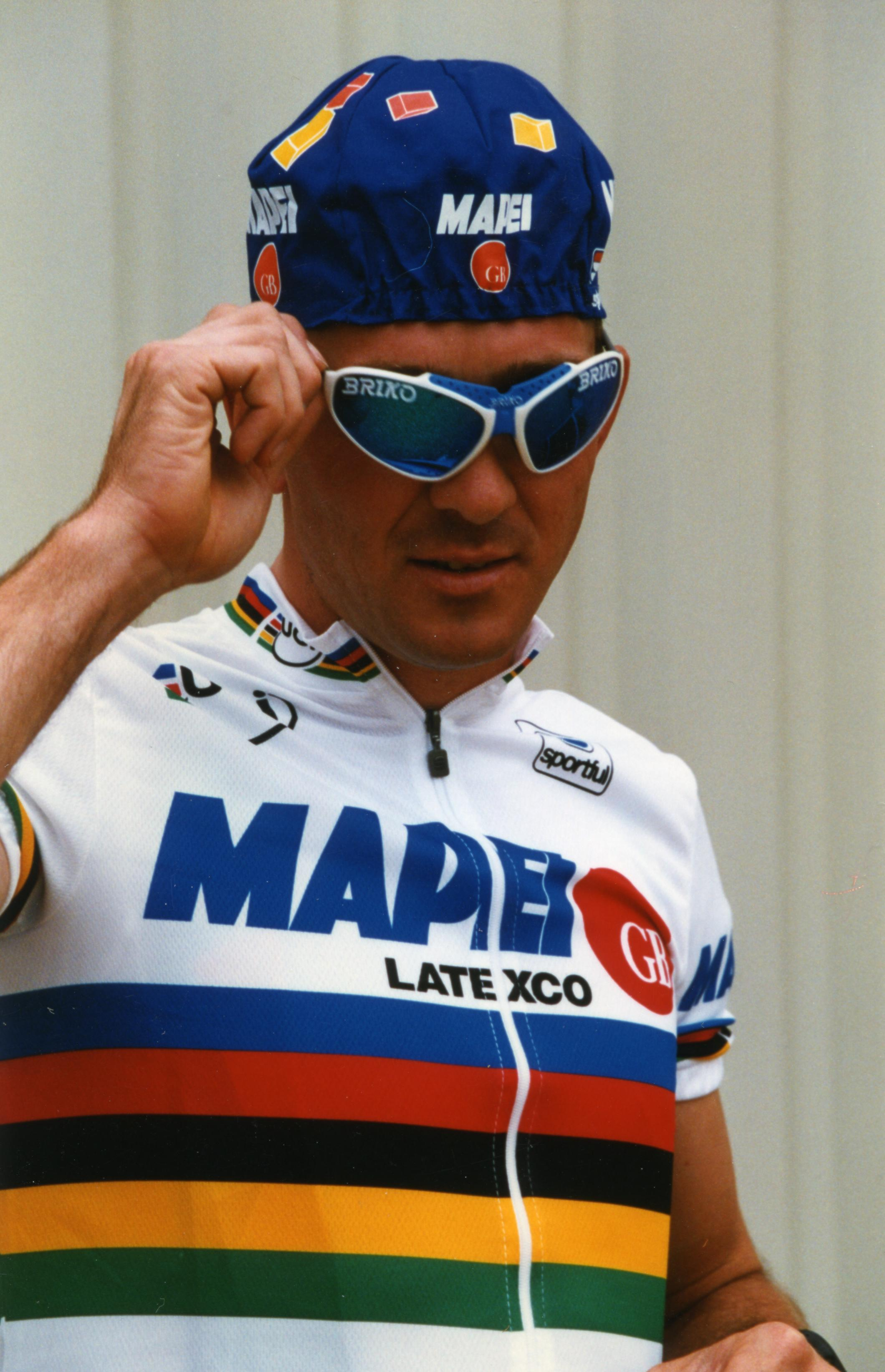
Johan Museeuw, el León de Flandes, posee tres victorias.

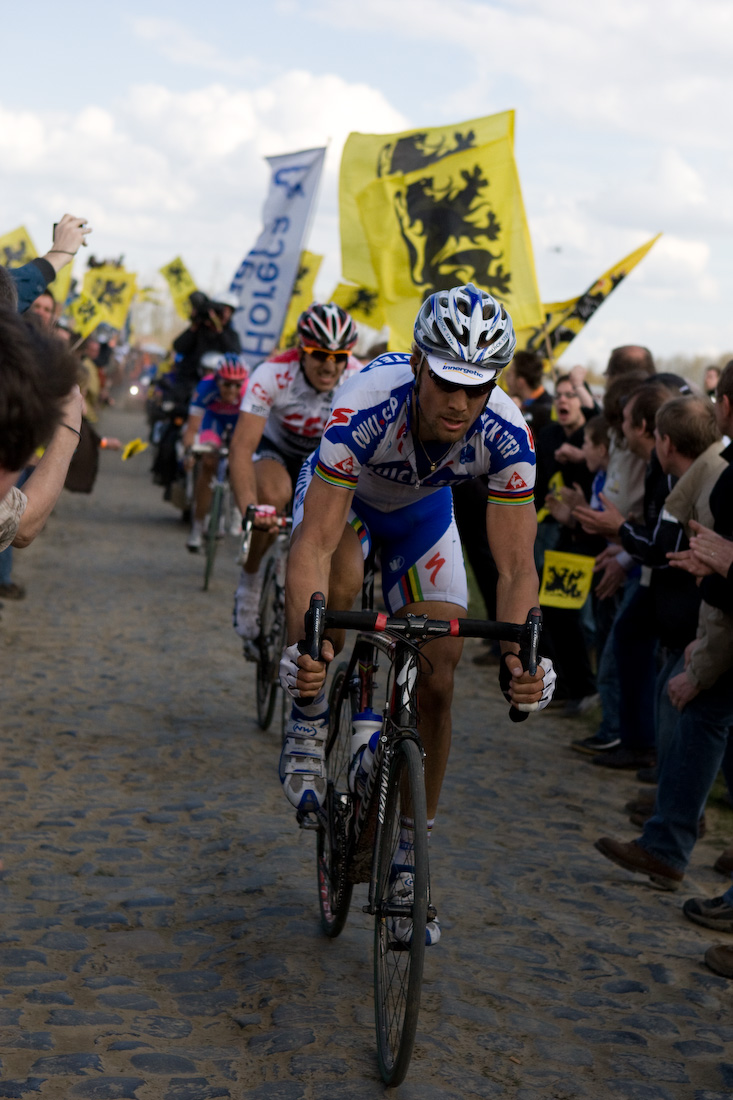
Tom Boonen, tiene cuatro victorias. En la imagen disputa la edición del 2008.

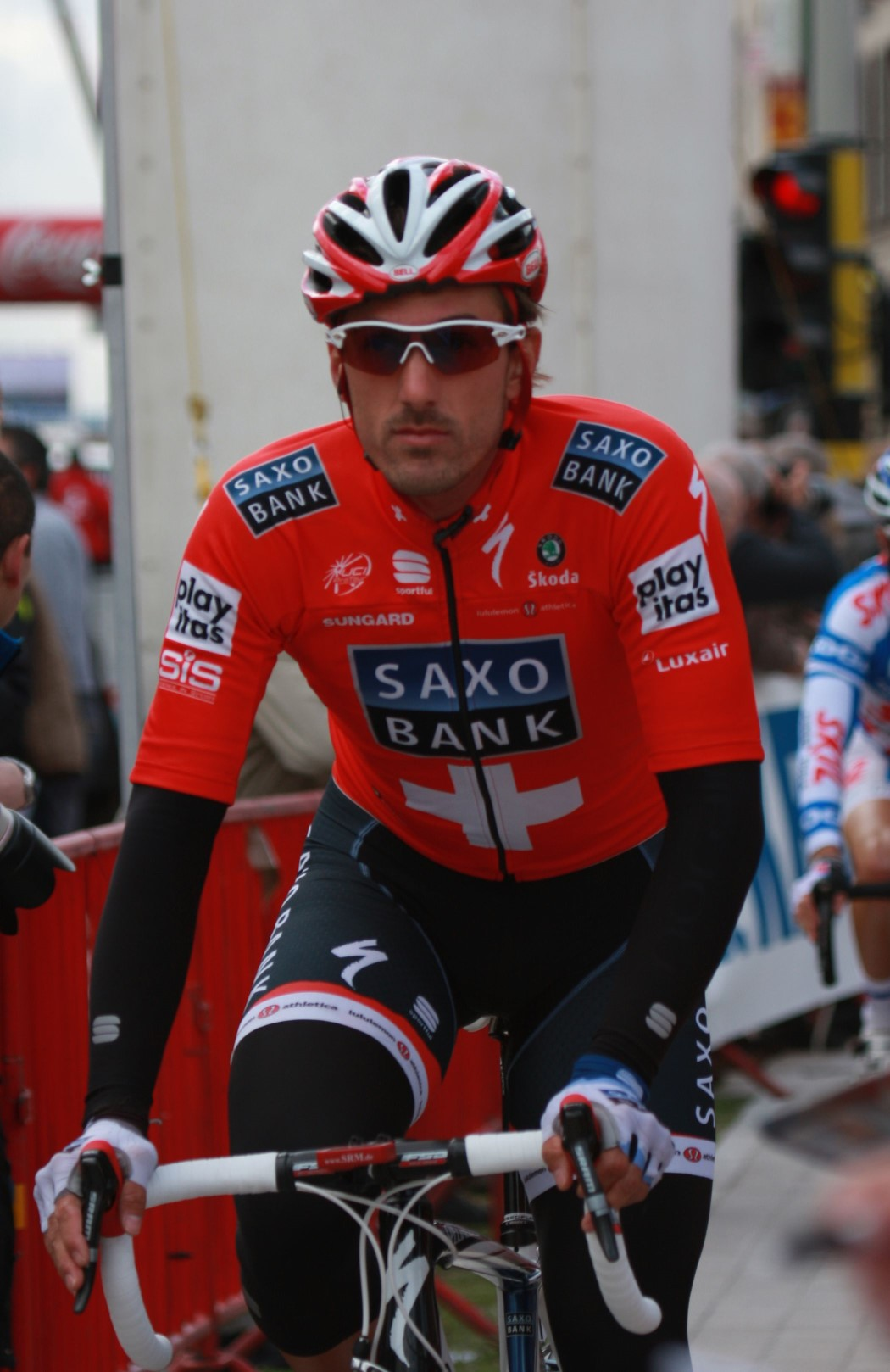
Fabian Cancellara, vencedor en 3 ocasiones.

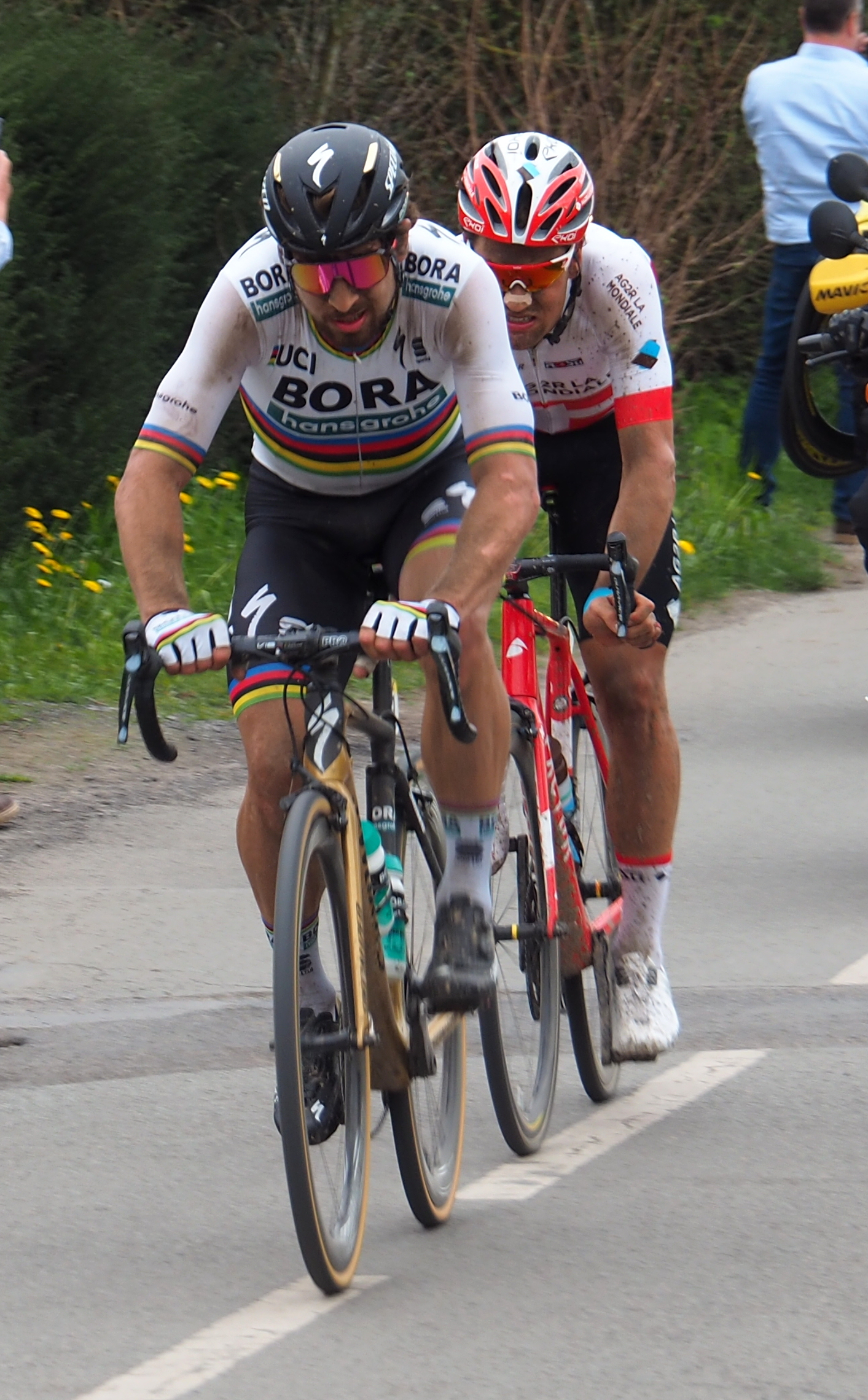
Peter Sagan, vencedor en 2018.

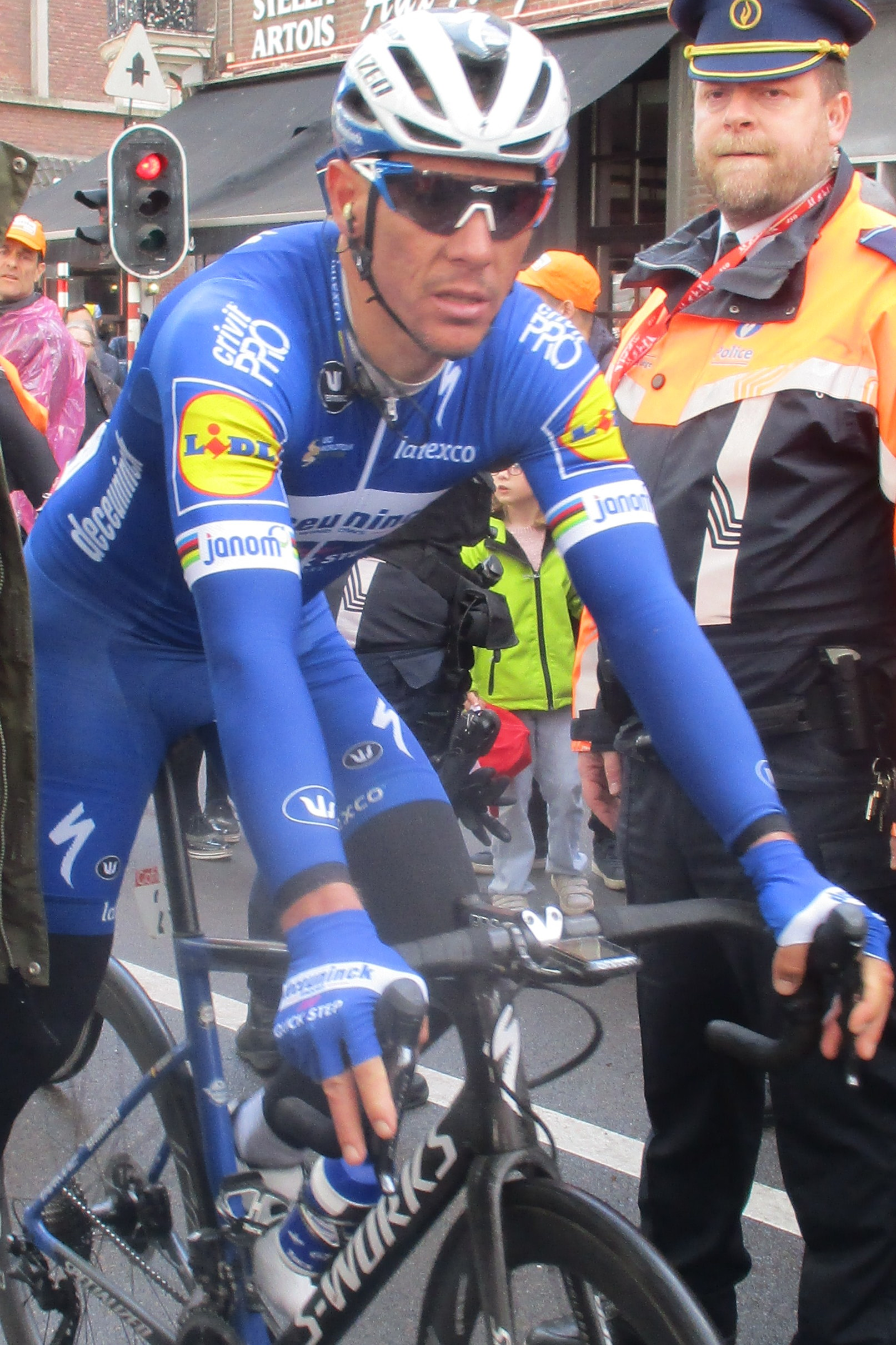
Philippe Gilbert, vencedor en 2019.

Nota: En la edición 1949 hubo dos ganadores: André Mahé fue el primer corredor que cruzó la línea de meta, pero lo hizo después de que unos oficiales de carrera se equivocaran e hicieran entrar al velódromo al grupo que marchaba escapado por un lugar equivocado. Tuvieron incluso que entrar al Velódromo de Roubaix saltando con la bicicleta por las gradas. Serse Coppi, hermano del afamado Fausto Coppi, fue el primer ciclista que cruzó la meta entrando al velódromo por el lugar adecuado. Después de una gran polémica se decidió nombrar a los dos ciclistas ganadores de aquella edición.
La segunda posición obtenida por George Hincapie en el París Roubaix 2006, fue declarada desierta luego de la suspensión dada por la UCI al ciclista en el marco del caso de dopaje contra Lance Armstrong

## Palmarés por países
| País            | Victorias | 2.º lugar | 3.º lugar | Total | Último vencedor              |
| --------------- | --------- | --------- | --------- | ----- | ---------------------------- |
| Bélgica         | 57        | 54        | 52        | 163   | Philippe Gilbert en 2019     |
| Francia         | 28        | 30        | 24        | 82    | Frédéric Guesdon en 1997     |
| Italia          | 14        | 15        | 13        | 42    | Sonny Colbrelli en 2021      |
| Países Bajos    | 10        | 3         | 10        | 23    | Mathieu van der Poel en 2025 |
| Suiza           | 4         | 4         | 4         | 12    | Fabian Cancellara en 2013    |
| Irlanda         | 2         | 0         | 1         | 3     | Sean Kelly en 1986           |
| Alemania        | 2         | 5         | 6         | 13    | John Degenkolb en 2015       |
| Australia       | 2         | 0         | 0         | 2     | Matthew Hayman en 2016       |
| Luxemburgo      | 1         | 0         | 1         | 2     | François Faber en 1913       |
| Moldavia        | 1         | 0         | 0         | 1     | Andréi Chmil en 1994         |
| Suecia          | 1         | 0         | 0         | 1     | Magnus Bäckstedt en 2004     |
| Eslovaquia      | 1         | 0         | 0         | 1     | Peter Sagan en 2018          |
| España          | 0         | 2         | 3         | 5     | -                            |
| República Checa | 0         | 2         | 0         | 2     | -                            |
| Dinamarca       | 0         | 1         | 2         | 3     | -                            |
| Noruega         | 0         | 1         | 1         | 2     | -                            |
| Canadá          | 0         | 1         | 0         | 1     | -                            |
| Ucrania         | 0         | 1         | 0         | 1     | -                            |
| Eslovenia       | 0         | 1         | 0         | 1     | -                            |
| Estados Unidos  | 0         | 1         | 0         | 1     | -                            |
| Reino Unido     | 0         | 0         | 3         | 3     | -                            |
| Letonia         | 0         | 0         | 1         | 1     | -                            |
| Rusia           | 0         | 0         | 1         | 1     | -                            |
| Total           | 122       | 120       | 121       | 363   |                              |

1. ↑  En el año 1949 hubo dos ganadores y la 2ª posición quedó desierta.

## Estadísticas

### Más victorias

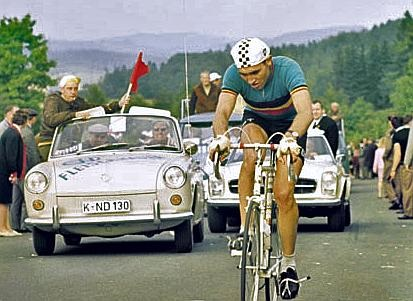
Eddy Merckx ganador en tres ocasiones.

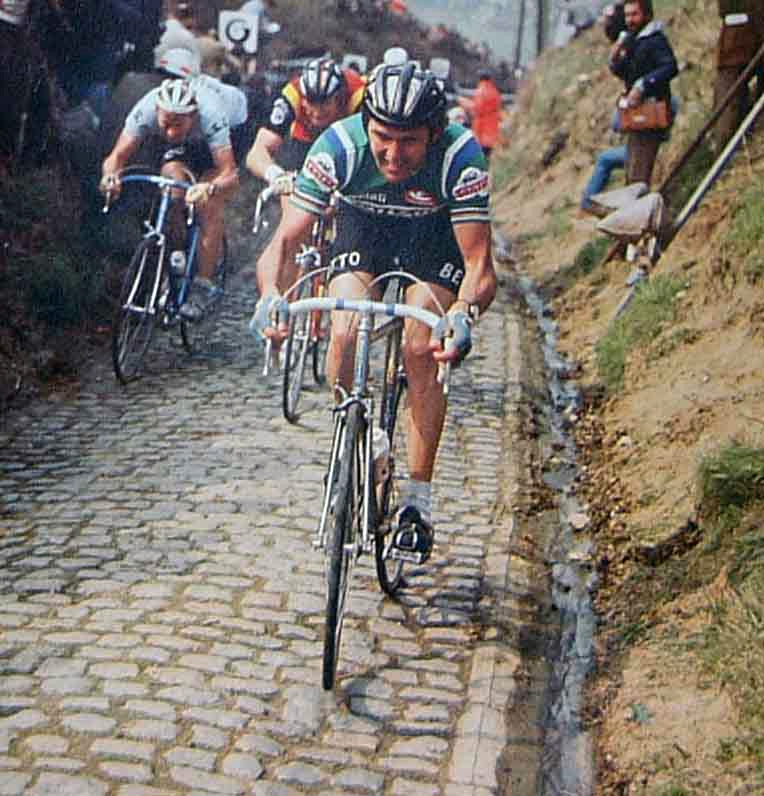
Roger De Vlaeminck posee el récord de victorias con cuatro.

| Ciclista                | Victorias | Años                   |
| ----------------------- | --------- | ---------------------- |
| Roger De Vlaeminck      | 4         | 1972, 1974, 1975, 1977 |
| Tom Boonen              | 4         | 2005, 2008, 2009, 2012 |
| Octave Lapize           | 3         | 1909, 1910, 1911       |
| Gaston Rebry            | 3         | 1931, 1934, 1935       |
| Rik Van Looy            | 3         | 1961, 1962, 1965       |
| Eddy Merckx             | 3         | 1968, 1970, 1973       |
| Francesco Moser         | 3         | 1978, 1979, 1980       |
| Johan Museeuw           | 3         | 1996, 2000, 2002       |
| Fabian Cancellara       | 3         | 2006, 2010, 2013       |
| Mathieu van der Poel    | 3         | 2023, 2024, 2025       |
| Maurice Garin           | 2         | 1897, 1898             |
| Lucien Lesna            | 2         | 1901, 1902             |
| Hippolyte Aucouturier   | 2         | 1903, 1904             |
| Charles Crupelandt      | 2         | 1912, 1914             |
| Henri Pélissier         | 2         | 1919, 1921             |
| Georges Claes           | 2         | 1946, 1947             |
| Rik Van Steenbergen     | 2         | 1948, 1952             |
| Sean Kelly              | 2         | 1984, 1986             |
| Marc Madiot             | 2         | 1985, 1991             |
| Gilbert Duclos-Lassalle | 2         | 1992, 1993             |
| Franco Ballerini        | 2         | 1995, 1998             |

### Victorias consecutivas
- Tres victorias seguidas:
  -  Octave Lapize (1909, 1910, 1911)
  -  Francesco Moser (1978, 1979, 1980)
  -  Mathieu van der Poel (2023, 2024, 2025)

- Dos victorias seguidas:
  -  Maurice Garin (1897, 1898)
  -  Lucien Lesna (1901, 1902)
  -  Hippolyte Aucouturier (1903, 1904)
  -  Gaston Rebry (1934, 1935)
  -  Georges Claes (19461946, 1947)
  -  Roger De Vlaeminck (1974, 1975)
  -  Gilbert Duclos-Lassalle (1992, 1993)
  -  Tom Boonen (2008, 2009)

### Más podios
Roger De Vlaeminck es el ciclista con más podios en la carrera.
Hasta la edición 2025.
| Ciclista                | Victorias | 2.º lugar | 3.º lugar | Total |
| ----------------------- | --------- | --------- | --------- | ----- |
| Roger De Vlaeminck      | 4         | 4         | 1         | 9     |
| Tom Boonen              | 4         | 2         | 1         | 7     |
| Francesco Moser         | 3         | 2         | 2         | 7     |
| Rik Van Looy            | 3         | 2         | 1         | 6     |
| Fabian Cancellara       | 3         | 2         | 1         | 6     |
| Johan Museeuw           | 3         | 1         | 2         | 6     |
| Eddy Merckx             | 3         | 2         | -         | 5     |
| Gaston Rebry            | 3         | -         | 2         | 5     |
| Mathieu van der Poel    | 3         | -         | 1         | 4     |
| Gilbert Duclos-Lassalle | 2         | 2         | -         | 4     |
| Rik Van Steenbergen     | 2         | 1         | 1         | 4     |
| Franco Ballerini        | 2         | 1         | 1         | 4     |
| Maurice Garin           | 2         | -         | 2         | 4     |
| George Ronsse           | 1         | 3         | -         | 4     |
| Cyrille Van Hauwaert    | 1         | 2         | 1         | 4     |
| Louis Trousselier       | 1         | 1         | 2         | 4     |

### Otros datos
Ediciones más rápidas
- 47,802 km/h ( Mathieu van der Poel 2024, 259.7 km)
- 46,921 km/h ( Mathieu van der Poel 2025, 259.2 km)
- 46,841 km/h ( Mathieu van der Poel 2023, 256.6 km)
- 45,792 km/h ( Dylan van Baarle 2022, 257.2 km)
- 45,200 km/h ( Greg Van Avermaet 2017, 257 km)
- 45,130 km/h ( Peter Post 1964, 265 km)
- 44,190 km/h ( Fabian Cancellara 2013, 254.5 km)
- 43,990 km/h ( Rik Van Steenbergen 1948, 246 km)
- 43,910 km/h ( Mathew Hayman 2016, 257.5 km)
- 43,550 km/h ( Peter Sagan 2018, 257 km)
- 43,540 km/h ( Pino Cerami 1960, 262 km)
- 43,522 km/h ( Germain Derijcke 1953, 245 km)
- 43,476 km/h ( Tom Boonen 2012, 257.7 km)
- 43,475 km/h ( John Degenkolb 2015, 253.5 km)
- 43,406 km/h ( Tom Boonen 2008, 259.5 km)
- 43,305 km/h ( Johan Museeuw 1996, 262 km)
- 43,105 km/h ( Francesco Moser 1980, 264 km)

- La edición más lenta se disputó en 1919: 22,857 km/h  Henri Pélissier.
- La ediciones más largas se disputaron en 1896, 1897, 1901, 1919, 1920: 280 km
- Corredor más joven en ganar: Albert Champion en 1899 (20 años y 362 días).
- Corredor de mayor edad en ganar: Gilbert Duclos-Lassalle en 1993 (38 años y 229 días).
- El récord de participaciones es de George Hincapie, Frédéric Guesdon, Imanol Erviti y Mathew Hayman; todos ellos con 17 participaciones.
- Vigentes campeones del mundo ganadores de la París-Roubaix: Marcel Kint (1943),[nota 1] Rik Van Looy (1961 y 1962), Eddy Merckx (1968), Francesco Moser (1978), Bernard Hinault (1981), Peter Sagan (2018) y Mathieu van der Poel (2024).